# یواس‌اس وینیفرد (آی‌دی-۱۳۱۹)
یواس‌اس وینیفرد (آی‌دی-۱۳۱۹) (به انگلیسی: USS Winifred (ID-1319)) یک کشتی بود که طول آن ۲۹۰ فوت ۰ اینچ (۸۸٫۳۹ متر) بود. این کشتی در سال ۱۸۹۸ ساخته شد.